# Ивуарийско-малийские отношения
Ивуарийско-малийские отношения — двусторонние дипломатические отношения между Кот-д’Ивуаром и Мали. Протяжённость государственной границы между странами составляет 599 км.

## История
Отношения Кот-д’Ивуара с Мали далеки от тёплых, но являются менее конфронтационными, чем отношения с Гвинеей, Буркина-Фасо и Ганой. Абиджан и Бамако поддерживали относительно стабильные отношения, которые варьировались между дружественными и корректными, несмотря на социалистическую ориентацию Мали в 1960-х и 1970-х годах.
В 2012 году в Мали началось Туарегское восстание и Кот-д’Ивуар предпринял меры по усилению своих вооружённых сил для охраны границы на севере.
Кот-д’Ивуар и Мали являются членами Экономического сообщества стран Западной Африки (ЭКОВАС).

## Торговля
Мали является третьим в мире потребителем продукции из Кот-д’Ивуара, импортировав в 2017 году товаров из этой страны на сумму 404 млн долларов США.

## Дипломатические представительства
- Кот-д’Ивуар имеет посольство в Бамако[6].
- Мали содержит посольство в Абиджане[7].